# Neopinnaspis miduensis
Neopinnaspis miduensis är en insektsart som beskrevs av Borchsenius 1959. Neopinnaspis miduensis ingår i släktet Neopinnaspis och familjen pansarsköldlöss. Inga underarter finns listade i Catalogue of Life.